# Stian L. Kristoffersen
Stian L. Kristoffersen nasceu em Oklungen, na Noruega. Actualmente é baterista da banda Pagan's Mind, tendo passado pelo Firewind também.

## Biografia
Aos 5 anos recebeu uma bateria e aí começou a sua paixão. 
Conheceu Steinar Gundersen (Spiral Architecht, Satyricon) e com ele formou a banda Essex, em 1983. Kristoffersen e Gundersen tocaram em várias bandas, até que Gundersen se mudou para Oslo, para integrar a banda Spiral Architecht.
Em 1993 Kristoffersen juntou-se á banda Sunset Strip, juntamente com Nils K. Rue e Thorstein Aaby, com os quais viria a formar a banda Pagan's Mind em 2000.

## Discografia

### Pagan's Mind
- God's Equation (2007)
- Enigmatic : Calling (2005)
- Infinity Divine (2004)
- Celestrial Entrance (2002)
- Infinity Divine (2000)

### Jorn
- The Gathering (2007)
- Unlocking the past (2007)
- The Duke (2006)
- Out to every nation (2004)

### Firewind
- Forged by Fire
- Burning Earth[1]

### Shine Diõn
- Secret Lullabye
- WYN

## Ligações Externas
- Myspace de Stian L. Kristoffersen
- «Musician: Stian L. Kristoffersen in "librariusmetallicus.com» (em inglês)